# Michel Dumas (cuisinier)
Michel Dumas, né le 6 mai 1954 à Poitiers, est un cuisinier et vidéaste français. Il vit actuellement à Montréal au Québec. 

## Biographie

### Jeunesse
Michel Dumas est né à Poitiers en France.
Se disant « pas très bon à l'école », il décide de s'inscrire à l'école hôtelière lorsque ses parents déménagent à Tarbes en 1969.

### Carrière culinaire
Le 6 mai 1976, il émigre au Québec pour répondre à une petite annonce de l'Hôtel Windsor, qui recherche activement des chefs à l'occasion des Jeux olympiques. Finalement, il restera de longues années dans l'établissement en tant que chef exécutif.
Ne voulant pas ouvrir de restaurant, il devient dans les années 2000 chef cuisinier pour les studios Ubisoft. Il aurait peut-être inspiré aux développeurs la personne de Michel dans le jeu Crazy Frog Racer 2.

### Chaîne Youtube
En 2013, Michel Dumas enregistre une vidéo pour sa mère afin de lui montrer sa préparation de rillettes de canard et de porc. Sur les conseils de celle-ci, il décide de la poster sur Youtube, où elle rencontre un succès important. Depuis lors, il publie chaque mardi et vendredi une vidéo avec une recette différente préparée de façon humoristique.  
Sa chaîne YouTube comptait en août 2025 plus de 1 270 000 abonnés ainsi que plus de 212 000 000 de vues totales.  
Très apprécié pour son humour et pour ses petites expressions cultes, Michel Dumas est devenu une référence dans la culture web francophone. Il est ainsi un mème récurrent du forum 18-25 du site Jeuxvideo.com, avec lequel il joue en faisant sa vidéo Kebab style Wrap.

## Vie privée
Il est marié et a un fils, Jean-Pierre, né en 1997. Son fils est le caméraman et le monteur de ses vidéos, mais possède aussi sa propre chaîne Youtube en anglais depuis septembre 2021. On peut le voir aussi régulièrement en duo avec son père sur la chaîne principale, en français.

## Publications
- (avec Jean-Pierre Dumas) SUPER NICKEL : Les meilleures recettes de la table 55, M6 Editions, 2023.